# Грегорі Пек
Грегорі Пек (англ. Gregory Peck, 5 квітня 1916 — 12 червня 2003) — американський актор, один із найпопулярніших голлівудських зірок 1940−1960-х років. Лауреат премії «Оскар» у номінації «найкращий актор» за роль Аттікуса Фінча в драмі «Убити пересмішника» (1962). У 1999 році Пек посів дванадцяту сходинку в списку 100 найбільших зірок кіно за версією Американського інституту кіномистецтва.

## Біографія
Елдред Грегорі Пек народився 5 квітня 1916 року в прибережному містечку Ла-Хойя (англ. La Jolla), штат Каліфорнія, поблизу Сан-Дієго, в сім'ї аптекаря. Мати покинула батька, коли Пеку було всього три роки. Батько Пека був змішаного походження — англійського по батькові, ірландського по матері, а мати була шотландкою по батькові й англійкою по матері. Батько Пека був католиком, і мати також перейшла в католицизм після укладення шлюбу. Хлопчика виховувала його бабуся Кейт Ейерс. Пек навчався у військовій академії Сент-Джон у Лос-Анджелесі й у Каліфорнійському університеті в Берклі.
Помер Грегорі Пек у себе вдома, в Лос-Анджелесі, 12 червня 2003 року від кардіо-респіраторної недостатності й бронхіальної пневмонії у віці 87 років. Пек похований у мавзолеї Собору Нашої Цариці Ангелів у Лос-Анджелесі.

## Нагороди
- Президентська медаль Свободи
- Оскар (1963)
- Золотий Глобус (1963)

## Вибрана фільмографія
| Рік  |     | Українська назва           | Оригінальна назва                | Роль                                                        |
| ---- | --- | -------------------------- | -------------------------------- | ----------------------------------------------------------- |
| 1944 | ф   | Дні Слави                  | Days of Glory                    | Владимир                                                    |
| 1944 | ф   | Ключі Королівства          | The Keys of the Kingdom          | Френсіс Чісхолм                                             |
| 1945 | ф   | Заворожений                | Spellbound                       | Джон Баллантайн, він же доктор Ентоні Едвардс               |
| 1946 | ф   | Оленятко                   | The Yearling                     | Езра «Пенні» Бакстер, батько Джоді                          |
| 1947 | ф   | Джентльменська угода       | Gentleman's Agreement            | Філіп Грін                                                  |
| 1947 | ф   | Справа Парадайна           | The Paradine Case                | Ентоні Кін, адвокат                                         |
| 1949 | ф   | Великий грішник            | Great Sinner                     | Феджа                                                       |
| 1951 | ф   | Капітан Гораціо Горнблауер | Captain Horatio Hornblower R.N.  | капітан Гораціо Горнблауер                                  |
| 1952 | ф   | Сніги Кіліманджаро         | The Snows of Kilimanjaro         | Гаррі                                                       |
| 1953 | ф   | Римські канікули           | Roman Holiday                    | Джо Бредлі,репортер                                         |
| 1959 | ф   | На березі                  | On the Beach                     | Двайт Лайонел Таверс, командир підводного човна типу «Гато» |
| 1961 | ф   | Гармати острова Наварон    | The Guns of Navarone             | капітан Кіс Мелорі                                          |
| 1962 | ф   | Убити пересмішника         | To Kill a Mockingbird            | Аттікус Фінч                                                |
| 1962 | ф   | Як підкорили Захід         | How the West Was Won             | Клів ван Вейлен                                             |
| 1965 | ф   | Міраж                      | Mirage                           | Девід Стіллвелл                                             |
| 1966 | ф   | Арабеска                   | Arabesque                        | проф. Давид Поллок                                          |
| 1969 | ф   | Маккенове золото           | Mackenna's Gold                  | Маршал Маккенна                                             |
| 1969 | ф   | Загублені                  | Marooned                         | Чарльз Кіт                                                  |
| 1970 | ф   | Переступити межу           | I Walk the Line                  | шериф Тейвіс                                                |
| 1971 | ф   | Відстріл                   | Shoot Out                        | Клей Ломакс                                                 |
| 1974 | ф   | Біллі-два капелюхи         | Billy Two Hats                   | Арч Дінс                                                    |
| 1976 | ф   | Омен                       | Omen                             | Роберт Торн                                                 |
| 1977 | ф   | Макартур                   | MacArthur                        | Дуглас Макартур                                             |
| 1978 | ф   | Хлопці з Бразилії          | The Boys from Brazil             | Йозеф Менгеле                                               |
| 1980 | ф   | Морські вовки              | The Sea Wolves                   | полковник Льюїс П'ю                                         |
| 1983 | ф   | Червоне та чорне           | The Scarlet and the Black        | монсеньйор Г'ю О'Флаерті                                    |
| 1987 | ф   |                            | Amazing Grace and Chuck          | Президент                                                   |
| 1989 | ф   | Старий грінго              | Old Gringo                       | Амброз Бірс                                                 |
| 1991 | ф   | Чужі гроші                 | Other People's Money             | Ендрю «Йоргі» Йоргенсон                                     |
| 1991 | ф   | Мис Страху                 | Cape Fear                        | адвокат Лі Хеллер                                           |
| 1998 | с   |                            | Moby Dick                        | отець Мейпл (2 епізоди)                                     |
| 2000 | док |                            | A Conversation with Gregory Peck | у ролі самого себе                                          |